# كريس ويلان
كريس ويلان (8 مايو 1986 في المملكة المتحدة - ) (بالإنجليزية: Chris Whelan)‏ هو لاعب كريكت بريطاني. لعب مع نادي مقاطعة ورسسترشاير للكريكيت ‏ ونادي مقاطعة ميدلسكس للكريكت ‏.

## وصلات خارجية
- كريس ويلان على موقع إي آس بي آن كريك إنفو (الإنجليزية)